# Wybory parlamentarne w Japonii w 1980 roku
Wybory parlamentarne w Japonii w 1980 roku  Wybory do Izby Reprezentantów (izby niższej japońskiego parlamentu zostały przeprowadzone 16 maja 1980 roku. Wybory wygrała Partia Liberalno-Demokratyczna zdobywając 284 z 511 mandatów. Drugie miejsce ze 107 mandatami zdobyła Japońska Partia Socjalistyczna.

## Wyniki
| Partie Polityczne              | Liczba mandatów |
| ------------------------------ | --------------- |
| Partia Liberalno-Demokratyczna | 284             |
| Japońska Partia Socjalistyczna | 107             |
| Komeito                        | 33              |
| Partia Socjaldemokratyczna     | 32              |
| Japońska Partia Komunistyczna  | 29              |
| Nowy Klub Liberalny            | 12              |
| Federacja Socjaldemokratyczna  | 3               |
| Niezależni                     | 11              |
| Suma                           | 511             |